# Geelstuitsijs
De geelstuitsijs (Spinus uropygialis synoniem: Carduelis uropygialis) is een zangvogel uit de familie van vinkachtigen (Fringillidae).

## Verspreiding en leefgebied
Deze soort komt voor in Argentinië, Bolivia, Chili en Peru.